# Ignacy Kłopotowski
Ignacy Kłopotowski (Korzeniówka, 20 luglio 1866 – Varsavia, 7 settembre 1931) è stato un presbitero polacco, fondatore delle Suore della Beata Maria Vergine di Loreto. È stato beatificato nel 2005 da papa Benedetto XVI.

## Biografia
Studiò teologia e filosofia a Lublino e San Pietroburgo e fu ordinato sacerdote il 5 luglio 1891: a Lublino promosse numerose iniziative a favore di orfani, anziani e lavoratori e, dopo la legge di tolleranza dello zar Nicola II, iniziò la pubblicazione di un quotidiano cattolico, di periodici e di libri di cultura religiosa.
Nel 1908 si trasferì a Varsavia, dove gli fu assegnata la parrocchia della Beata Vergine Maria di Loreto: fondò la congregazione delle suore loretane per l'apostolato e la diffusione della stampa cattolica.
Morì nel 1931.

## Il culto
La Santa Sede concesse il nihil obstat per l'apertura del processo di beatificazione di don Kłopotowski nel 1988.
Il 20 dicembre 2004 papa Giovanni Paolo II ha autorizzato la Congregazione delle Cause dei Santi a promulgare il decreto sulle virtù eroiche del sacerdote, riconoscendogli il titolo di venerabile.
Il rito di beatificazione è stato presieduto dal cardinale Józef Glemp, arcivescovo di Varsavia, in rappresentanza di papa Benedetto XVI; è stato celebrato in piazza Piłsudski a Varsavia il 19 giugno 2005. Nella stessa cerimonia sono stati elevati all'onore degli altari Władysław Findysz e Bronisław Markiewicz.